# BlackBerry Messenger
Pour les articles homonymes, voir Blackberry et BBM.

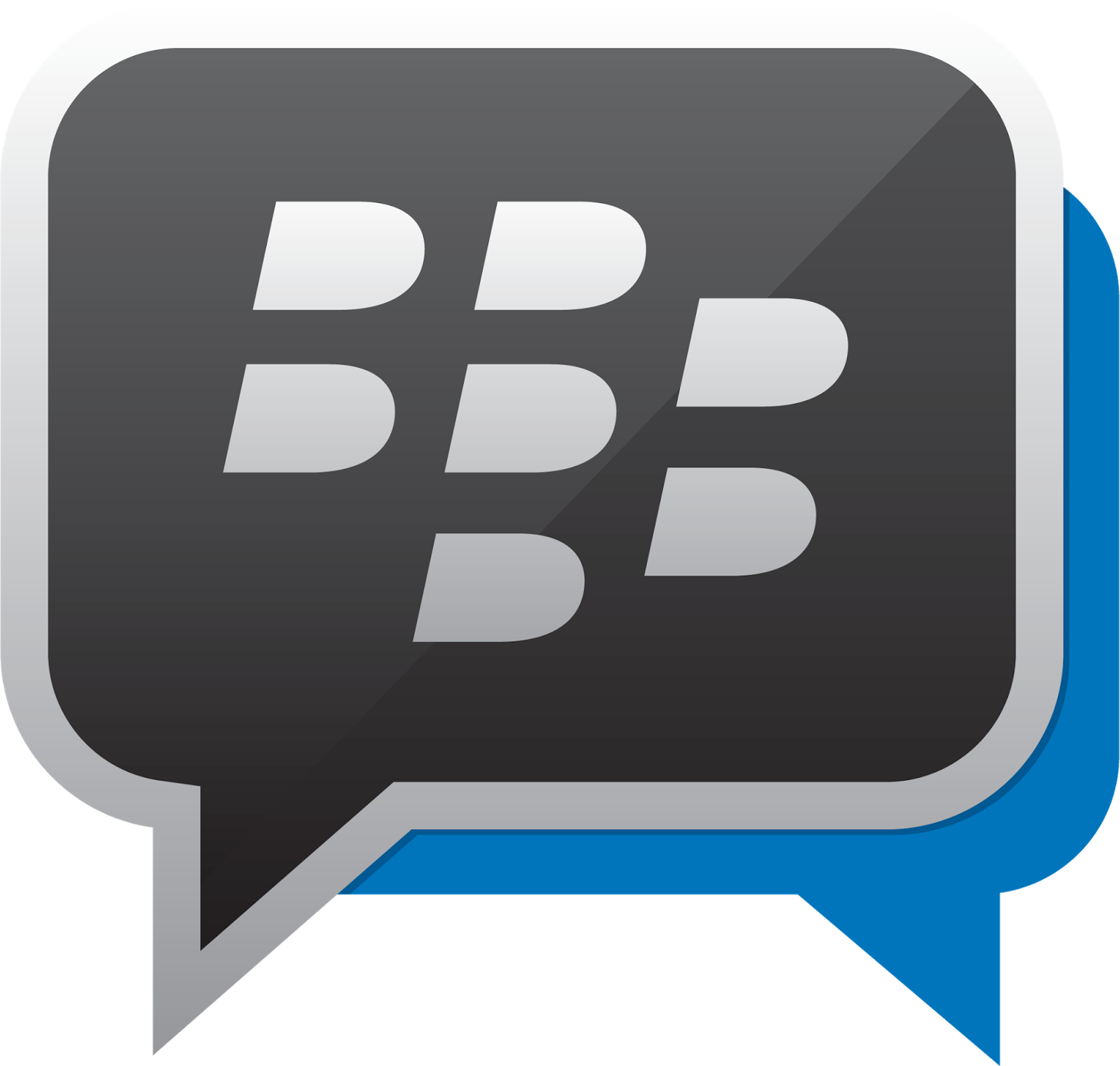
Logo de BlackBerry Messenger (BBM)

BlackBerry Messenger (BBM) est une application de messagerie instantanée incluse sur les modèles récents de BlackBerry. BBM est développée par la société BlackBerry (alias Research In Motion) et lancée en 2005. Pionnière dans la messagerie instantanée mobile, l'application est très populaire jusqu'au début des années 2010. L'arrivée des smartphones Android et iPhone marque la fin de la domination des téléphones BlackBerry dans un environnement ultra-concurrentiel des services de messagerie instantanée (WhatsApp, iMessage, Facebook Messenger, Wechat). En 2019, BlackBerry remplace BlackBerry Messenger par la nouvelle application de messagerie instantanée BlackBerry Messenger Enterprise (BBMe).

## Présentation
BlackBerry Messenger est une application propriétaire de messagerie instantanée permettant aux utilisateurs de téléphones BlackBerry de communiquer entre eux. La transmission des données s'effectue via Internet, en Wi-Fi, en 3G ou en 4G par exemple.
Il est possible depuis le 21 octobre 2013 d'utiliser cette application sur un smartphone sous Android ou iOS. À partir du 31 juillet 2014, l'application BBM est aussi disponible sur Windows Phone.
L’arrêt de BBM est annoncé le 18 avril 2019 pour le 31 mai de la même année. En 2019, BlackBerry décide de remplacer BBM par la nouvelle application payante BlackBerry Messenger Enterprise (BBMe) BBMe est disponible sur la plupart des systèmes d'exploitation courants tels que Google Android, Apple IOS / macOS, Microsoft Windows (pour ordinateur et ordinateur portable) et BlackBerry 10.

## Fonctionnalités
- Réception et envoi de messages texte de longueur arbitraire
- Accusé de réception des messages
- Accusé de lecture des messages
- Choix d'une image de profil et d'un message de statut personnalisés
- Partage de contenus multimédia et de contacts
- Partage de géolocalisation
- Réception de message ou image avec une durée limitée (3 gratuits par mois, sinon payant)
- Rétractation de message envoyé  (3 gratuits par mois, sinon payant)
- Création de salles de discussion
- Appel vidéo
- Appel audio
- Envoi d'argent et paiement avec PayPal
- Partage de stickers entre utilisateurs (personnages de bd, de films, smileys divers et originaux, ou contenu sponsorisé)

## Sécurité et fiabilité
Les messages envoyés sont chiffrés, puis transitent via les serveurs de la société RIM. Cela rend le protocole plus sûr. Par exemple, il est a priori difficile pour une entreprise ou un État d'avoir accès aux messages échangés.